# Aline MacMahon
Aline MacMahon (McKeesport, Pennsilvània, 3 de maig de 1899 − Nova York, 12 d'octubre de 1991) va ser una actriu estatunidenca. Va ser nominada per l'Oscar a la millor actriu secundària per a la seva actuació a Dragon Seed (1944).

## Biografia[1][2]
MacMahon, filla de William Marcus MacMahon i Jennie (Simon), va néixer a McKeesport, Pennsylvania. Els seus pares es van casar el 14 de juliol de 1898 a Columbus, Ohio. Segons el Cens Federal dels Estats Units de 1910, el seu pare va néixer el 1878 a Allegheny City, Pennsylvania d'un pare d'origen irlandès, operador de telègraf. La seva mare, Jennie, va néixer el 1879 a Rússia d'origen jueu; Jennie MacMahon va morir el 1984, amb 105 anys.
Aline MacMahon va créixer a la Ciutat de Nova York i va estudiar a l'Erasmus Hall High School (Brooklyn) i al Barnard College.
MacMahon va estrenar-se al teatre de Broadway el 1921. El seu primer paper cinematogràfic va ser el 1931 a Five Star Final; va alternar entre Broadway i Hollywood durant la seva carrera.
MacMahon es va casar amb Clarence Stein, un arquitecte i planificador de ciutats, que va fundar l'Associació de Planificació Regional el 1928. Va morir el 1975. No tenien cap fill. Aline MacMahon va morir el 1991, amb 92 anys, d'una pneumònia a Nova York, set anys després de la mort de la seva mare.

## Filmografia[6]
- 1931: Five Star Final: Miss Taylor
- 1932: The Heart of Nova York: Bessie
- 1932: The Mouthpiece: Miss Hickey
- 1932: Week-end Marriage: Agnes
- 1932: Life Begins: Miss Bowers
- 1932: One Way Passage: Comtessa Barilhaus
- 1932: Once in a Lifetime: May Daniels
- 1932: Silver Dollar: Sarah Martin
- 1933: Gold Diggers of 1933: Trixie Lorraine
- 1933: The Life of Jimmy Dolan: Auntie
- 1933: The World Changes: Anna Nordholm
- 1934: Heat Lightning: Olga
- 1934: The Merry Frinks: Hattie 'Mom' Frink
- 1934: Side Streets: Bertha Krasnoff
- 1934: Big-Hearted Herbert: Elizabeth Kainess
- 1934: Babbitt: Myra Babbitt
- 1935: While the Pacient Slept: Infermera Sarah Keate
- 1935: Mary Jane's Pa: Ellen Preston
- 1935: I Live My Life: Betty Collins
- 1935: Ah, Wilderness!: Lily Davis
- 1935: Kind Lady: Mary Herries
- 1937: When You're in Love: Marianne Woods
- 1939: Back Door to Heaven: Miss Williams
- 1941: Out of the Fog: Florence Goodwin
- 1942: The Lady Is Willing: Buddy
- 1942: Tish: Lizzie Wilkins
- 1943: Seeds of Freedom: Ciutadà d'Odessa
- 1944: Reward Unlimited: Mrs. Scott
- 1944: Dragon Seed: Ling Tan's Wife
- 1944: Guest in the House: Tia Martha
- 1947: The Mighty McGurk: Mamie Steeple
- 1948: The Search: Mrs. Murray
- 1949: Roseanna McCoy: Sarie McCoy
- 1950: El falcó i la fletxa: Nonna Bartoli
- 1953: The Eddie Cantor Story: Àvia Esther
- 1955: L'home de Laramie: Kate Canady
- 1959: Medea (TV): Infermera
- 1960: Cimarron: Mrs. Mavis Pegler
- 1961: The Young Doctors: Dra. Lucy Grainger
- 1963: El senyor de Hawaii: Kappa Lani Kahanna
- 1963: I Could Go On Singing: Ida
- 1963: All the Way Home: Tia Hannah
- 1974: Antigone (TV): Infermera
- 1975: For the Use of the Hall (TV): Bess

## Premis i nominacions[7]
Nominacions
- 1945: Oscar a la millor actriu secundària per Dragon Seed